# Font de Fenarals
La font de Fenarals (escrit també Fanarals, Fanerals i Fenerals i dita també Font Fenarals) és una font al terme municipal de Guixers. Es troba al costat de la carretera LV-4241b de Solsona a Coll de Jou, al punt quilomètric 21,140 i des d'aquesta s'albira una vasta panoràmica del clot de Vilamala. El topònim probablement provingui de “fenàs”.